# Ján Šimonek
Ján Šimonek (14. června 1916 – ???) byl slovenský a československý politik Komunistické strany Slovenska a poúnorový poslanec Národního shromáždění ČSR.

## Biografie
Ve volbách roku 1954 byl zvolen za KSS do Národního shromáždění ve volebním obvodu Nové Zámky-Želiezovce-Štúrovo. V parlamentu setrval až do konce funkčního období, tedy do voleb roku 1960. K roku 1954 se profesně uvádí jako vedoucí brigadýr střediska STS v obci Dubník.